# Hugo Dellien
Hugo Dellien, né le 16 juin 1993 à Trinidad, est un joueur de tennis bolivien, professionnel depuis 2012.

## Carrière
Initié au tennis par son oncle, Hugo Dellien s'installe à Santa Cruz en 2008 puis déménage à Buenos Aires en 2011. Très prometteur en junior, il dispute en 2009 six finales pour quatre titres sur sept tournois joués. Il réalise ses principaux résultats au cours de la tournée sud-américaine en 2011 avec quatre autres titres en simple et autant en double (dont le Coffe Bowl au Costa Rica et la Copa Gatorade au Venezuela), ainsi qu'une finale à la Copa Gerdau à Porto Alegre (grade A), ce qui lui permet d'atteindre la 2e place au classement ITF Junior. En revanche, il ne fait pas mieux qu'un troisième tour dans les tournois du Grand Chelem junior.
Sur le circuit professionnel, il dispute sa première finale dans un tournoi Challenger à Montevideo en 2014. Malgré une progression régulière marquée par de nombreux titres secondaires, sa carrière est perturbée entre 2015 et 2016 par plusieurs blessures qui le font plonger au-delà de la 700e place. Il rebondit en 2017 en s'adjugeant sept tournois ITF en simple (record de la saison).
Il se révèle au cours de la saison 2018 en remportant ses deux premiers succès dans des tournois Challenger au cours de la tournée américaine sur terre battue, d'abord à Sarasota puis à Savannah. Il enchaîne début mai avec un nouveau titre à Vicence, suivi un mois plus tard d'une finale à Marbourg. Il intègre à la fin du mois pendant une semaine le top 100, une première pour un joueur bolivien depuis Mario Martínez en 1984.
En 2019, pour ses débuts sur le circuit ATP, il est quart de finaliste des tournois de Rio de Janeiro puis de São Paulo. Il s'impose dans la foulée au Challenger de Santiago, puis à celui de Milan, le 30 juin. 
Il est membre depuis 2010 de l'équipe de Bolivie de Coupe Davis.

## Parcours dans les tournois duGrand Chelem

### En simple
| Année | Open d'Australie | Open d'Australie | Internationaux de France | Internationaux de France | Wimbledon       | Wimbledon      | US Open         | US Open          |
| ----- | ---------------- | ---------------- | ------------------------ | ------------------------ | --------------- | -------------- | --------------- | ---------------- |
| 2019  | —                | —                | 2e tour (1/32)           | S. Tsitsipás             | 1er tour (1/64) | John Millman   | 2e tour (1/32)  | Daniil Medvedev  |
| 2020  | 1er tour (1/64)  | Rafael Nadal     | 1er tour (1/64)          | Ričardas Berankis        | Annulé          | Annulé         | 1er tour (1/64) | Márton Fucsovics |
| 2021  | 1er tour (1/64)  | Dominik Köpfer   | —                        | —                        | —               | —              | —               | —                |
| 2022  | —                | —                | 2e tour (1/32)           | Karen Khachanov          | 1er tour (1/64) | Alex de Minaur | —               | —                |
| 2023  | 1er tour (1/64)  | Enzo Couacaud    | 1er tour (1/64)          | Nicolás Jarry            | 1er tour (1/64) | Marcos Giron   | 1er tour (1/64) | Borna Gojo       |
| 2024  | Q2               | Harold Mayot     | Q1                       | Benjamin Bonzi           | Q2              | Vít Kopřiva    | Q1              | Valentin Royer   |
| 2025  | Q3               | Cristian Garín   | 1er tour (1/64)          | Gaël Monfils             | 1er tour (1/64) | Jiří Lehečka   |                 |                  |

N.B. : à droite du résultat se trouve le nom de l'ultime adversaire.

### En double messieurs
| Année | Open d'Australie                                                                            | Open d'Australie                                                                      | Internationaux de France                                                                   | Internationaux de France | Wimbledon                                                                                | Wimbledon | US Open | US Open |
| ----- | ------------------------------------------------------------------------------------------- | ------------------------------------------------------------------------------------- | ------------------------------------------------------------------------------------------ | ------------------------ | ---------------------------------------------------------------------------------------- | --------- | ------- | ------- |
| 2019  | —                                                                                           | —                                                                                     | —                                                                                          | —                        | 1er tour (1/32) Guido Pella \|\| style="text-align:left;" \| Roman Jebavý Philipp Oswald | —         | —       |         |
| 2020  | 1er tour (1/32) J. I. Londero \|\| style="text-align:left;" \| Marcelo Arévalo Jonny O'Mara | —                                                                                     | —                                                                                          | Annulé                   | Annulé                                                                                   | —         | —       |         |
|       |                                                                                             |                                                                                       |                                                                                            |                          |                                                                                          |           |         |         |
| 2022  | —                                                                                           | —                                                                                     | 1er tour (1/32) F. Delbonis \|\| style="text-align:left;" \| Enzo Couacaud Manuel Guinard  | —                        | —                                                                                        | —         | —       |         |
| 2023  | 1er tour (1/32) R. Carballés Baena \|\| style="text-align:left;" \| R. Haase M. Middelkoop  | 1er tour (1/32) Guido Pella \|\| style="text-align:left;" \| Rajeev Ram Joe Salisbury | 1er tour (1/32) J. P. Varillas \|\| style="text-align:left;" \| R. Arneodo T.-S. Weissborn | —                        | —                                                                                        |           |         |         |

N.B. : le nom du partenaire se trouve sous le résultat ; les noms des ultimes adversaires se trouvent à droite.

## Parcours dans lesMasters 1000
| Année | Indian Wells | Miami | Monte-Carlo         | Madrid               | Rome                  | Canada               | Cincinnati         | Shanghai | Paris |
| ----- | ------------ | ----- | ------------------- | -------------------- | --------------------- | -------------------- | ------------------ | -------- | ----- |
| 2019  | —            | —     | —                   | 2e tour K. Nishikori | —                     | —                    | —                  | —        | —     |
|       |              |       |                     |                      |                       |                      |                    |          |       |
| 2021  | —            | —     | —                   | —                    | 2e tour A. Zverev     | —                    | —                  | n.o.     | —     |
| 2022  | —            | —     | 1er tour H. Hurkacz | 1er tour H. Hurkacz  | —                     | —                    | —                  | n.o.     | —     |
| 2023  | —            | —     | —                   | —                    | 1er tour R. Carballés | —                    | —                  | —        | —     |
|       |              |       |                     |                      |                       |                      |                    |          |       |
| 2025  | —            | —     | —                   | —                    | 3e tour A. de Minaur  | 1er tour F. Marozsán | 1er tour R. Opelka |          |       |

N.B. : sous le résultat se trouve le nom de l’ultime adversaire.

## Classements ATP en fin de saison
| Année          | 2010 | 2011 | 2012 | 2013 | 2014 | 2015 | 2016 | 2017 | 2018 | 2019 | 2020 | 2021 | 2022 | 2023 |
| Rang en simple | 1208 | 1096 | 675  | 330  | 287  | 412  | 762  | 238  | 118  | 75   | 111  | 119  | 119  | 112  |
| Rang en double | 762  | 933  | 461  | 460  | 217  | 391  | 729  | 280  | 220  | 262  | 303  | 432  | –    | 380  |

Source : (en) Classements de Hugo Dellien sur le site officiel de la Fédération internationale de tennis